# نيو غلين
نيو غلين (بالإنجليزية: New Glenn)‏، وهي مركبة إطلاق مدارية للرفع الثقيل قيد التطوير لشركة بلو أوريجين، وسُميت تيمنًا برائد الفضاء الأمريكي جون غلين. بدأ العمل على تصميم هذه المركبة في عام 2012. كُشف عن المركبة نفسها بشكل مبدئي، وعن مواصفاتها العالية، في سبتمبر عام 2016 للعامة. توصف المركبة نيو غلين على أنها صاورخ ذو مرحلتين بقطر يصل إلى سبعة أمتار. ستحصل المرحلة الأولى لهذا الصاروخ على قوة الدفع بواسطة سبعة محركات من نوع بي إي 4، والتي تُصمم أيضًا وتُطوَر بواسطة شركة بلو أوريجين.
ستُصمم المرحلة الأولى من الصاروخ نيو غلين لتكون قابلةً لإعادة الاستخدام، مثل مركبة الإطلاق دون المداري نيو شيبرد التي سبقته. تهدف شركة بلو أوريجين إلى إطلاق نيو غلين عام 2021.

## الوصف والمواصفات التقنية
توصف نيو غلين على أنها مركبة إطلاق مداري بقطر سبعة أمتار مكونة من مرحلتين، مع مرحلة أولى قابلة لإعادة الاستخدام، ومرحلة ثانية مستهلكة. وُضع تصور لمرحلة ثالثة اختيارية بمحرك واحد من نوع بي إي 3يو، وخُطط لهذا في أكتوبر عام 2018.
صُممت المرحلة الأولى لتكون قابلة لإعادة الاستخدام خلال مئة بعثة، وستهبط بشكل عمودي، وهي تقنية طورتها بلو أوريجين من قبل واختبرتها بين عامي 2015 و2016 على مركبتها للإطلاق دون المداري نيو شيبرد. ستشترك المرحلة الثانية من نيو غلين مع المرحلة الأولى في القطروستستخدم محركين من نوع المحركات المُحسَنة في الفراغ بي إي 3يو. وستستخدم المرحلة الثانية الهيدروجين والأكسجين ليكونا مواد دافعة وستكون مرحلة مستهلكة. صُمم هذا المحرك بواسطة شركة بلو أوريجين. كشفت الشركة عن الحمولة التشغيلية الكاملة المُخطط لها في النسخة المكونة من مرحلتين لنيو غلين، وهي 13000 كيلوغرام في حالة الإطلاق لمدار أرضي متزامن انتقالي، و45000 كيلوغرام في حالة الإطلاق لمدار أرضي منخفض بميل مداري 51.6 درجة، ولكن يمكن أن تكون سعة الحمولة التشغيلية الأولى أقل من ذلك. سيُقدم هذا الصاروخ إمكانية إطلاق الأقمار الاصطناعية المزدوجة بعد رحلاته الخمس الأولى.
ستستخدم كلتا المرحلتين خزانات ألومينيوم ذات هيكل شبكي متعامد مع قباب ألومينيوم ملحومة وحواجز مشتركة. ستسخدم كلتا المرحلتين أيضًا نظامًا ذاتيًا لحفظ الضغط. ستحصل المرحلة الأولى على قوة الدفع بواسطة سبعة محركات من نوع بي إي 4، والتي يعتمد كل محرك منها على الميثان والأكسجين، بتصميم وتصنيع من شركة بلو أوريجين، وستنتج هذه المحركات دفعًا مقداره 17000 كيلونيوتن لحظة الإطلاق. وستستخدم المرحلة الثانية محركين من نوع بي إي 3يو، بتصميم وتصنيع من شركة بلو أوريجين أيضًا. ويعتبر المحرك بي إي 3يو نسخة الدورة التمددية من المحرك بي إي 3، وهي محركات مصممة خصيصًا لتستخدَم في المراحل العليا من الصاروخ. أشارت أرقام التصميم الأولي منذ عام 2015 أن المحرك بي إي 3يو ينتج دفعًا في الفراغ مقداره 670 كيلونيوتن.
خُطط لعمليات إطلاق نيو غلين أن تُجرى من مجمع الإطلاق رقم 36 بميناء فلوريدا الفضائي، والذي استأجرته شركة بلو أوريجين منذ عام 2015. خُطط أيضًا لقاعدة فاندنبرغ الجوية أن تكون موقعًا لإطلاق نيو غلين. سيكون نيو غلين متاحًا أيضًا لرحلات سياحة الفضاء، مع إعطاء الأولية لعملاء مركبة نيو شيبرد. خُطط أن تكون معززات المرحلة الأولى قابلة لإعادة الاستخدام، وستُسترد هذه المعززات في المحيط الأطلسي بعيدًا عن موقع الإطلاق بواسطة سفينة منصة الهبوط الخاصة بشركة بلو أوريجين، وهي عبارة عن منصة هبوط متحركة طافية على سطح البحر. ستزيد السفينة المستقرة من الناحية الهيدروديناميكية من إمكانية استرداد الأجزاء القابلة لإعادة الاستخدام بنجاح في البحار الهائجة.